# Kaliumcitrat
Kaliumcitrat eller trikaliumcitrat är ett salt av citronsyra och kalium. Det används som surhetsreglerande medel och antioxidationsmedel i livsmedel, och betecknas då med E-nummer 332, vilket även omfattar det liknande ämnet monokaliumcitrat. Kaliumcitrater används till exempel i kondenserad mjölk, ost och läskedrycker.